# Benedikt Jóhannesson
Benedikt Jóhannesson (4 maggio 1955) è un imprenditore, editore e politico islandese, ex-leader del partito politico Rinascita ed ex-Ministro delle finanze islandese, in carica dal gennaio al novembre 2017.
Di tendenza liberale e centrista, Jóhannesson fonda nel 2014 il network politico Rinascita (Viðreisn) quando era ancora membro del Partito dell'Indipendenza, e crea l’omonimo partito politico (conosciuto anche come Partito Riformista) nel maggio 2016, quando lascia il Partito dell'Indipendenza. Presentatosi alle elezioni dell'ottobre successivo con la sua creatura, ottiene il 10,5% dei voti e 7 seggi. Entrato nella coalizione di governo, viene designato come Ministro delle finanze nel governo Benediktsson I.
Il 12 ottobre 2017 in vista delle nuove elezioni anticipate e con la Rinascita in calo nei sondaggi Jóhannesson decide di dimettersi da leader del partito e gli subentra þorgerdur Katín Gunnarsdóttir, attualmente in carica.